# سیارک ۲۶۴۳۳
سیارک ۲۶۴۳۳ (به انگلیسی: 26433 Michaelyurko، نامگذاری:1999XK215)۲۶۴۳۳مین سیارک کشف شده‌است که در ۱۴ دسامبر ۱۹۹۹ کشف شد.